# 詹尼·德马吉斯特里斯
詹尼·德马吉斯特里斯（義大利語：Gianni De Magistris，1950年12月3日—），意大利水球运动员。他曾代表意大利参加1968年、1972年、1976年、1980年和1984年夏季奥林匹克运动会水球比赛。